# 新浪剛史
新浪 剛史（にいなみ たけし、1959年（昭和34年）1月30日 - ）は、日本の実業家。サントリーホールディングス株式会社代表取締役会長（Chairman and CEO）、サントリーでは就任10年で売上2倍、営業利益2.5倍にし、海外の売上比率を60%に引き上げた。元株式会社ローソン取締役社長兼CEO及び会長。ローソンでは12年連続の増収増益を果たし、株価も就任時から3倍とデフレの中でも好成績をあげ、プロの経営者と評価を得る。日本の経済財政政策の司令塔であり、総理が議長を務める経済財政諮問会議の経済界から2名の民間議員。もう2人は学術界からなり、民間議員は合計4名。過去、安倍、菅、岸田それぞれの政権にて民間議員を務め、現在も議員で歴代最長。経済同友会代表幹事。地経学の世界会議である三極委員会共同議長（アジア太平洋地域担当）。World Economic Forum（WEF）Leadership Council Member、Council on Foreign Affairs （CFR）Global Board of Advisors、Asia Business Council Chairman Emeritus、World Economic Forum（WEF）International Business Council Member、The Business Council（米国）Member.

## 略歴
- 1959年（昭和34年）1月30日 - 神奈川県横浜市に生まれる。
- 1977年（昭和52年）3月 - 神奈川県立横浜翠嵐高等学校卒業。
- 1980年（昭和55年）9月 - スタンフォード大学に3年生で交換留学。国際経済を専攻し、約1年弱で単位を取り、慶應義塾大学にトランスファーすることによって１年遅れることなく卒業。
- 1981年（昭和56年）
  - 3月 - 慶應義塾大学経済学部を卒業。
  - 4月 - 三菱商事株式会社入社。砂糖部海外チーム。
- 1991年（平成03年）5月 - ハーバード大学経営大学院を修了（MBA with distinction）。
- 1995年（平成07年）6月 - 株式会社ソデックスコーポレーション代表取締役
- 1999年（平成11年）7月 - 三菱商事株式会社生活産業流通企画部外食事業チームリーダー。
- 2000年（平成12年）4月 - ローソンプロジェクト統括室長兼外食事業室長。
- 2001年（平成13年）4月 - コンシューマー事業本部ローソン事業ユニットマネジャー兼外食事業ユニットマネジャー。
- 2003年（平成14年）5月 - ローソンの立て直しに専念するため三菱商事を退職し、株式会社ローソン代表取締役社長兼CEOに就任。
- 2014年（平成26年）
  - 8月 - サントリーホールディングス株式会社顧問に就任。
  - 10月 - サントリーホールディングス株式会社代表取締役社長（President and CEO）に就任[2]。
- 2023年（令和05年）4月 - 経済同友会代表幹事に就任。
- 2025年（令和07年）4月 - サントリーホールディングス株式会社代表取締役会長（Chairman and CEO）に就任。

## 人物・主張

### 人物
- 父親は横浜港で荷揚げをする荷役会社を経営していたが、当時の横浜港は荒くれ者が集まる場であり、喧嘩が起きたりした。それを見た新浪少年は、「怖がるどころか、声を出して笑っていた」ことが報道されている[3][4]。幼少期経験から「海の男の血」が自らのビジネスパーソンとしての「源流」だと考えている[4]。父親は京浜港運取締役会会長にて引退。
- 弟は新浪博士（東京女子医科大学心臓血管外科教授）[5]。
- 新浪家は三河にて吉良義定の母方の姻戚である。新浪家は元々三河湾周辺の水軍を率いており、足利時代に西条吉良二代目吉良義満と姻戚関係を結び、吉良家に仕えるようになる。
- 吉良義弥（上野介）の父である義定は徳川家康の従兄弟で家臣。
- 吉良家は清和源氏に属し、足利氏の一門。ゆえに高家となる。
- 歴代の当主は松平信忠や松平清康の娘を正室に迎えていた。
- 新浪家は赤穂浪士事件での吉良家改易に後に海運業に進出し、明治後期まで地元にて隆盛を極める。
- 明治後期になり、度重なる天災により、また、事業拡大が裏目に出て倒産の憂き目にあう。その後、新浪家一門の多くは全ての財産を売り払い、そして離散し、新浪宗家も吉良から関東に移り住むこととなる。昭和に至るまで新浪家は分散し、宗家を継いで菩提寺を守る人材が不在となっている。
- 新浪剛史は宗家ではなく分家も遠く吉良家、足利家、徳川家の血を継いでいる。
- 後述の45歳定年制[6]、ジャニーズ問題に関する発言で注目を集めた[4]。

### 主張
- 2011年1月、ローソンの次期社長に玉塚元一を起用したことについて「玉塚はリヴァンプでは、ロッテリアなど外食関係を中心にやってきている。小売業は労働集約型産業なので、その経験がないとダメだと思った。玉塚はIBMにもしばらくいたし、ITリテラシーは高い。IT化が進むコンビニのシステムの理解にも役立つ」と語っている[7]。
- 2021年9月に経済同友会の夏季セミナーで、新型コロナウイルス感染拡大後の新たな成長のためには活発な人材流動が必要との考えを示し、「45歳定年制」を提唱した[8]。その後、SNSなどで批判が集まったことから、9月10日の記者会見で「定年という言葉を使ったのは、ちょっとまずかったかもしれない」と釈明。その上で、「45歳は節目で、自分の人生を考えてみることは重要だ。スタートアップ企業に行こうとか、社会がいろんなオプションを提供できる仕組みを作るべきだ。『首切り』をするということでは全くない」と述べた[9]。
- 2022年12月、朝日新聞のインタビューで、「2022年秋の急速な円安ドル高は、日本経済のダイナミズムが非常に弱くなったことが根っこにある」、「日本は減税による国内投資の後押しが必要だ」、「環境やヘルスケアなどの新しい産業を成長させて賃金水準を高めるべきだ」、「日米の金利差が縮まれば、ある程度は円高になるが、昔のように1ドル=110円前後になるのは大変難しい」、「米国のようなイノベーション（技術革新）や経済の新陳代謝が日本にはない」、「日本は自らで経済を変える力を欠いている」、「大企業の経営者を中心に、稼いだお金をため込み、賃上げに使っていない」、「バブル崩壊後、厳しいコスト削減を経験した経営者らが雇用を守ることだけを自分の使命と考え、お金をためこむことがセーフティーネットになると思っている」と持論を語った。[10]
  - 2023年2月27日日経新聞夕刊に「LGBTQ」という題で寄稿をし、「LGBTQ」という言葉を目にするようになったこと、「誰もがありのままの自分を隠すことなく生きられるように世の中が少しずつ変わってきている」のは素晴らしいことだと主張した[11]。
- 2023年5月16日の定例記者会見で、少子化対策の財源について「一般会計の中で最初から位置づけるべき非常に重要な政策だ」、「全体の歳出改革をせずに社会保険料とか消費税（を充てる）という話になるのは全く理解できない」と述べ、国の歳出の見直しを強く主張した[12]。
- 2023年5月30日、新浪は定例記者会見で「マイナンバーは大変重要なインフラであり、止めるとか後戻りは絶対しないことを前提に、（政府は）国民に重要性を訴え、信頼を高めてほしい」と述べた[13]。
- 2023年6月13日の定例記者会見で、児童手当の所得制限を全廃するとした岸田文雄政権（岸田内閣）の方針に反対の考えを示し、「所得制限の撤廃を決めたということは大反対であります。そうではなくて、やはり必要なところにもっと厚く使うべき！所得をたくさんもらってる人に必要が本当にあるんですか？」、「貧困の連鎖にならないように、（貧困層に）お金が回ったり、サービスをタダにしたりすべきだ」と主張した[14]。また、現在の現金給付が少子化対策として成功していないとの認識から「効果を検証していないのに給付を増やすのはいかがなものか」と国の政策を批判した[14]。
- 2023年6月23日の経済同好会の代表幹事として出席した記者会見で、健康保険証の廃止（マイナ保険証への一本化）について「健康保険証の廃止については必ず実現するよう、これを納期として向けてしっかりとやっていただきたい」「私たち民間からすれば納期は非常に重要」「守ってやり遂げることは日本の重要な文化」と述べ、SNSで多くの批判が寄せられた。こうした発言で数多くのSNSでは「サントリー不買運動」というハッシュタグを付けた投稿も目立ってある[15]。
- 2023年8月29日の定例記者会見で、政府が2024年秋の健康保険証廃止の時期を当面延期しない一方で代わりの対応策を示したことについて「評価すべきことだ」、「国民に安心してもらうために1年から5年という幅を持たせたことは評価すべきこと。早期に問題解決をしてほしい」と述べた[16]。さらに、2024年秋の健康保険証の廃止時期のことを新浪は「納期」と表現し、「私たち民間はこの納期は大変重要。納期を必ず守ることは日本の重要な文化なので、ぜひともこの保険証を廃止する、これを実現するように『納期』に向けて（政府には）しっかりとやってほしい」と述べた[16]。
- 2023年8月29日の経済同好会の記者会見で、東京電力福島第1原子力発電所の処理水海洋放出を巡り、中国からとみられる嫌がらせや現地での不買運動運動が広がってる事について、こう述べた「大変遺憾で、残念ながら政治的な背景がある」「政治的な対話が非常に重要だ」「中国と日本は経済的に切っても切れない関係だ」とした上で、中国側の背景には「若者の失業率の高さなど国内のストレスの高さがある」「中国も関係を遮断したいとは考ていない」と述べた[17]。
- 2023年9月12日[18] の経済同好会の記者会見で、ジャニーズ事務所創業者ジャニー喜多川の性的虐待疑惑問題を巡り「ジャニーズのタレントを起用することは、子どもへの虐待を認める事で、国際的な避難の的になる」「事務所の株式を100%ファミリーが持ち続けることで再発しないか。もっといろんな目線で経営されるべきだ」「本当に反省しているのか疑わしい」などと述べた[19]。
- トランプ大統領が当選するなど「多様性」、「公平性」、「包摂性」を意味する英語頭文字DEI推進へ見直しが進むアメリカ合衆国の企業や米国世論の変化について、新浪は2025年1月に日本はアメリカよりもDEIの取り組みが遅れていると主張し、アメリカが見直しをしてても日本は更に積極的にDEIを進めるべきだとした[20]。

## エピソード
- 横浜市立三ツ沢小学校卒業[21]。小学生の頃は、野球、ラグビー、サッカーを楽しんだ[22]。
- 横浜市立松本中学校では部活動はバスケットボール部に入り、中学2年生の後半にレギュラーになった[22]。
- 中学生の新浪はどこの高校に行くかを考える時、自宅から歩いて3分のところにあった神奈川県立横浜翠嵐高等学校を目指して勉強を始めた。バスケットボールをやっていた頃の新浪の生活は、授業が終わった午後3時か4時ごろから6時ごろまで3時間ほどを部活動で練習をして、それから家に帰り食事をして、お風呂に入って夜8時には寝た。そして朝4時か5時に起きて3時間勉強した。この朝型の勉強生活を毎日実践した。すると、この規則正しい生活のおかげで学校の成績がめきめき上がって、クラスで1番になったという[22][23]。
- 中学3年生の中盤になると、新浪は横浜市のバスケットボールの大会でも活躍できるようになった。そうすると、新浪のプレーを見た相模工業大学附属高等学校（現：湘南工科大学附属高等学校）から声がかかったという[23]。
- 横浜翠嵐高校に合格した新浪は、高校でもバスケットボール部に入った。そして、相模工大附属高校、中京大学附属中京高校（名古屋市）の強いチームの合宿に参加した[23]。
- 新浪が神奈川県トップクラスの横浜翠嵐高校に行った時、小学校時代の先生はみんな「あのクソガキがなんで翠嵐に行くんだ？」と驚いたという[23]。
- 高校1年の時、新浪はバスケットボールの練習中に吹っ飛び、腕を複雑骨折した。それで、病院では左腕に鉄の板を入れて補強して、また取り出すという手術をして、結局、高校1年の後半はほとんどバスケットボールができなかった[24]。その後、左膝も壊してしまい、膝は結局、4回手術した[24]。
- 新浪がいた頃の横浜翠嵐高校のバスケットボール部はとても強く、神奈川県でも1位か2位の強さで、高校3年の時、横浜翠嵐高校は関東大会で3位になり、新浪はバスケットボールで国体の代表に選ばれた[22][23]。
- 横浜翠嵐高校に入ってから、新浪は勉強はあまりしておらず、学校の成績は1学年400人中380番くらいであった。高校3年になってから少し勉強して、バスケットボールの練習をやりながら、時間を見つけて模試を受けて勉強した。高校の時は理系で、数学や英語は得意だが、国語は苦手だったという[24]。高校卒業時には学年20番くらいまでになり、駿台予備校の模試では東大文科一類合格ラインまで成績を伸ばしたが、結果として東大は不合格となった。
- 現在は身長は182センチあるが、高校3年の時は、183センチだった[22]。
- 横浜翠嵐高校を卒業後、望まなかったが東大にいかない学生のほとんどが、早稲田大学の政経か法学部にいったので、皆がいかないところをと慶応義塾大学経済学部へ入学を決めた[25]。高校ではたった10名しか慶応大学にはいかず、東大にはクラスで3番くらいまでの45名がいき、170名が早稲田大学を選んだ。どうしても東大法学部への想いを諦めきれず、新浪は駿台高等予備校に通った。しかし、東大の再受験をやめ、よりレベルの高い海外の大学への留学を目指すことにして慶応大学に通うことにした。そこでバスケット部には入らず、それまで経験のなかった体育会の器械体操部に入った[24]。新浪は裏方の主務の仕事をしたが、そこで、先輩たちからお金を集めて合宿をしたり、各部の体育会本部の会議に出たりした。その時、新浪は試合に出られない人たちの気持ちがわかったという[26]。
- 三菱商事に入社し、新浪ははじめから再度海外留学をしようと決めており、三菱商事の社費による海外大学の留学制度を申請したが、上司からなかなか許しがもらえなかった。部を変えて上司の了解を得ても、2度とも英語、論文の筆記試験は1番で通過したものの、その後の二次試験である役員面接では、行っても辞めてしまうのでは、と落とされた[27]。そこで、新浪は当時世界1位にランクされていたハーバード・ビジネス・スクール（HBS）の入試に自分で単独で受験したところ、3度目の社内選考にて合格したあと2週間後にハーバードビジネススクールより1988年9月からの入学合格通知がきた。三菱商事人事部は、翌年の給費生ではあったが、その年に留学に行かせることを了解する。しかしながら、新浪は当時ITの大きなプロジェクトリーダーを担っており、どうしても業務を抜けることができず、ハーバード大学に１年入学を先延ばしする許可を得て、1989年9月に留学することになった[28]。
- ハーバード・ビジネス・スクール（HBS）では、授業中いかに積極的かつ中身のある発言をするかで成績の半分が決まる[28]。英語力にハンディのある日本人留学生にとっては、それは大変だが、さらに大変なのは、クラスメートと熾烈な競争をしなくてはいけないことだった。1回の授業で、教授に指名されて発言できるのは、90人中、3分の1の30人ぐらい。しかも、ハーバード大学の成績は相対評価なので、下位何%かの学生は強制的に大学を退学させられる。せっかく、学生が発言してもその内容が良くないと低い評価になるので、新浪は授業の予習を徹底的にやった。そして、毎朝6時に起きて、7時半までクラスメートと勉強会をして、夜も10時から夜中の2時ぐらいまで再び勉強会をこなしてから寝る生活を送った[29]。また、その時の睡眠時間はいつも平均して2、3時間で、金曜日には疲労がピークに達して頭の中が思考停止状態になったほどであった[29]。
- ハーバード大学にいるトップの頭の良さは日本のそれとはレベルが違う、特に上位1％はなぜこんなに頭がいいのか、と思うくらいの連中がいて、日本の上位1％でも彼らみたいな賢い人はいない、と新浪はハーバード大学の学生たちを評している[30]。
- ハーバード大学の学生にも弱点があることを新浪は見つけた。哲学や歴史は強いが数学が苦手な人、理数系は強いが組織の中でいかに動けばいいのかコミュニケーションの苦手な人、が大学にいたという[30]。
- ハーバード大学での新浪の成績は同じ同期の日本人の中で1番で、勉強自体もそれほど難しくなかった。それでも新浪は、ハーバードの上位1％とは圧倒的な差があったので、彼らと戦わないことにしたとしている[30]。ただし、成績には常に拘っており、一年生の時、Category1がとれたはずなのにおかしいと抗議を学長までにして、結果2ヶ月後認められ、結果的にfirst year of honorとなる。二年の時も教授にCategory3と悪い成績をつけられ、卒業後も抗議し続けて成績をCategory2にかえることができ、2nd year of honorとなり、distinctionを得た。何事もおかしいと思えばきちんと議論するということはハーバードで学んだ。また、アジアビジネスクラブにて学校に貢献したことも、成績の抗議を認めてもらうことに間接的に役立った。
- 米国人は小学生の頃からディベートの訓練をするので、もともと人前でのプレゼンは上手、ということを新浪はハーバード大学で発見した[29]。この時の経験から新浪は、ビジネスの世界で米国人や米国企業を相手にしても気後れしなくなり、相手とやりあえる自信が出た、という。
- ハーバード大学では、新浪は「アジアン・ビジネス・クラブ」という会の会長に立候補し、当選した。当時のハーバード大学ではバブルの絶頂期だった日本への関心が非常に高く、その「アジアン・ビジネス・クラブ」は約350人の会員を抱える大所帯だった[31]。新浪は会長として、著名なゲストスピーカーを呼んだり、日本への研修旅行を企画した。
- 日本への旅行では、新浪は添乗員の役目を引き受け、約100人の学生を引き連れてトヨタの工場や通産省（現・経済産業省）などを見学した[31]。その後、カラオケ店にも行ったという。
- 新浪が「アジアン・ビジネス・クラブ」の会長になってよかったことは、リーダーシップを学べたことだという[31]。トップが自己犠牲の精神でメンバーの為に一生懸命尽くすと、みんなトップを信頼し言うことも聞くようになる、リーダーシップとはこういうことだ、と実感した、という。
- ローソンでは悪戦苦闘の末、12年半社長をデフレ下で務め、株式価値を4倍にした。東日本大震災を経て、当時サントリーホールディングスの社長であり、交友を深めていた佐治信忠の誘いを受諾して、サントリーホールディングスの社長に就任した。
- ローソンの社長からサントリーホールディングス社長になる時、その決断には母親の言葉「人生チャレンジして、前に進みなさい」があったという[32]。

## テレビ出演
- 日経スペシャル ガイアの夜明け 改革せよ!コンビニ新時代　〜ローソン若社長の挑戦〜（2003年6月24日、テレビ東京）[33]。
- BSテレビ東京「小谷真生子のKANDAN」の初回ゲストにローソン社長として前後編の2回出演（2005年10月、BSテレ東）[34]。
- 日経スペシャル カンブリア宮殿（テレビ東京）
  - 「コンビニ業界2位からの反撃～地方フランチャイズを再生させろ！～」（2007年9月17日）- ローソン社長兼CEOとして出演[35]。
  - カンブリア宮殿 大忘年会 もう貧乏はイヤだ！ 狙うぞ、一発逆転スペシャル（2010年12月31日）- ローソン社長として出演[36]。
  - 新浪流「やってみなはれ」の神髄（2021年8月12日）- サントリーホールディングス社長として出演[37]。

## 受賞歴
- 2005年（平成17年） 財団法人経済広報センター（経済団体連合会）第21回企業広報賞「企業広報経営者賞」
- 2006年（平成18年） 社団法人日本メンズファッション協会第35回 ベストドレッサー賞
- 2016年（平成28年） 米国経済開発委員会 (The Committee for Economic Development) 2016 Global Leadership Award

## 主な役職
- 一般財団法人アジア・パシフィック・イニシアティブ (API) 理事
- 一般社団法人　日本経済団体連合会 2018年5月 - 審議委員会副議長
- 公益社団法人経済同友会 2010年4月 - 2016年4月副代表幹事、2011年4月 - 2014年10月農業改革委員会委員長、2012年10月 - 2013年３月東京オリンピック・パラリンピック招致推進PT委員長、2014年4月 - 東京オリンピック・パラリンピック2020委員会委員長、2018年5月 - 2019年3月諮問委員会委員長、2019年4月 - 米州委員会委員長
- 世界経済フォーラム 2012年 - Global Agenda Council on the Role of Business議長、2014年 - 2016年Global Agenda Council on Japanメンバー、2015年 - International Business Councilメンバー、ダボス会議12年間出席 2018年 - Starategic Partner
- 米日財団　2014年 - 理事
- Asia Business Concil 2007年 - メンバーA
- 外交問題評議会（Council on Foreign Relations;CFR) 2016年 - Global Advisory Board member
- 米国 The Business Council 2017年 - メンバー
- 内閣官房産業力会議　2013年 - 2014年議員
- 内閣府税制調査会　2013年 - 特別委員
- 内閣府経済財政諮問会議 2014年 - 議員
- 令和国民会議 2022年 - 第1部会（統治構造）共同座長
- 経済同好会　2023年-代表幹事

## 著書
- 『リーダーには人を信じ抜く覚悟が必要である』ダイヤモンド社2020